# 43752 Maryosipova
A 43752 Maryosipova (ideiglenes jelöléssel 1982 US5) a Naprendszer kisbolygóövében található aszteroida. Ljudmila Georgijevna Karacskina fedezte fel 1982. október 20-án.